# Georg Brenninger
Georg Brenninger (Velden, 18 december 1909 – München, 13 november 1988) was een Duitse architect en beeldhouwer.

## Leven en werk
Brenninger volgde in zijn geboortestad Velden aanvankelijk een opleiding als metselaar, zoals zijn vader die Maurermeister was. Aansluitend bezocht hij de ambachtsschool in München en maakte zijn eerste werk in steen voor een kerkportaal in de Münchener voorstad Gauting. Van 1930 tot 1932 studeerde hij bij Theodor Fischer architectuur aan de Technische Hochschule in München, maar hij verwisselde deze studie in 1932 voor beeldhouwkunst aan de Akademie der Bildenden Künste in München. Hij studeerde tot 1939 bij de hoogleraar Hermann Hahn in de traditie van de beeldhouwer Adolf von Hildebrand. Van 1939 tot 1942 was hij als militair oorlogsverslaggever aan het Oostfront. In 1942 raakte hij zwaargewond in Rusland en keerde terug naar Duitsland.
Van 1943 tot 1947 was hij als beeldhouwer in Velden werkzaam, hij had er van 1938 tot 1947 zijn zelfgebouwde atelier in de huidige Georg-Brenninger-Straße. In 1947 werd hij benoemd tot hoogleraar beeldhouwkunst in relatie tot de architectuur aan de Technische Hochschule in München, waarheen hij verhuisde. In 1955 bouwde hij zijn eigen atelier/woonhuis aan de Georgstraat in München. Van 1961 tot 1978 was hij hoogleraar beeldhouwkunst aan de Münchener Akademie der Bildenden Künste, waarvan hij van 1968 tot 1969 de bestuursvoorzitter was.
De kunstenaar was van 1978 tot zijn dood in 1988 weer vrij beeldhouwer. Hij werd begraven op het Veldener Friedhof in zijn geboortestad Velden.

## Kunstweg Georg Brenninger
In 2009 werd in Thannhausen, de geboortestad van zijn voormalige echtgenote, waar zich vele werken van Brenninger bevinden, een beeldenroute ontworpen langs sculpturen en fonteinen: onder andere Tobias und Raphael, Große Taubenbrunnen' Kleine Taubenbrunnen, Margaretenbrunnen, Felsenbrunnen, Musenbrunnen, Jesus am Ölberg en Petit village.

## Georg-Brenninger-Freilichtmuseum Markt Velden
In 2010 werd in Velden een beeldenroute, de Brenninger Rudweg, gerealiseerd langs alle veertig werken van Brenninger, die zich in Velden bevinden. Twintig werken schonk de kunstenaar aan zijn geboorteplaats, onder andere: Das Mädchen mit der Taube, Apoll, Petersbrunnen, Taubenstele, Geschwister-Stele, Sängerbrunnen, Tobias und Raphael, Bergpredigt, Eule en op zijn graf La Prière - das Gebet.

## Werken (selectie)
- Kithan-Haus (1951/54) - Münchens eerste Glashaus[2], Maximilianplatz in München
- Apoll und die neun Muzen (1964/72) - timpaan van het Nationaltheater in München
- Apoll (1972), Vorplatz Rathaus in Velden
- Altarwand - 13 meter hoog en 6 meter breed, Pfarrkirche Söcking in Starnberg
- Kristallbrunnen (1965), Königinstraße in München
- Mädchen mit der Taube (1976)[3], Bahnhofstraße in Thannhausen
- Kontinente-Brunnen (1980), Beeldenpark van de Pinakotheken München in München
- Gemini-Brunnen, Vilsbiburg
- Felsenbrunnen, Kundl
- Zehnarmige Leuchter-Brunnen, Prinregentstraße in München
- Tränender Baum, Sophie-Scholl-Gymnasium aan de Karl-Theodor-Straße in München
- Gemini, Seidlstraße/Marsstraße in München

## Fotogalerij

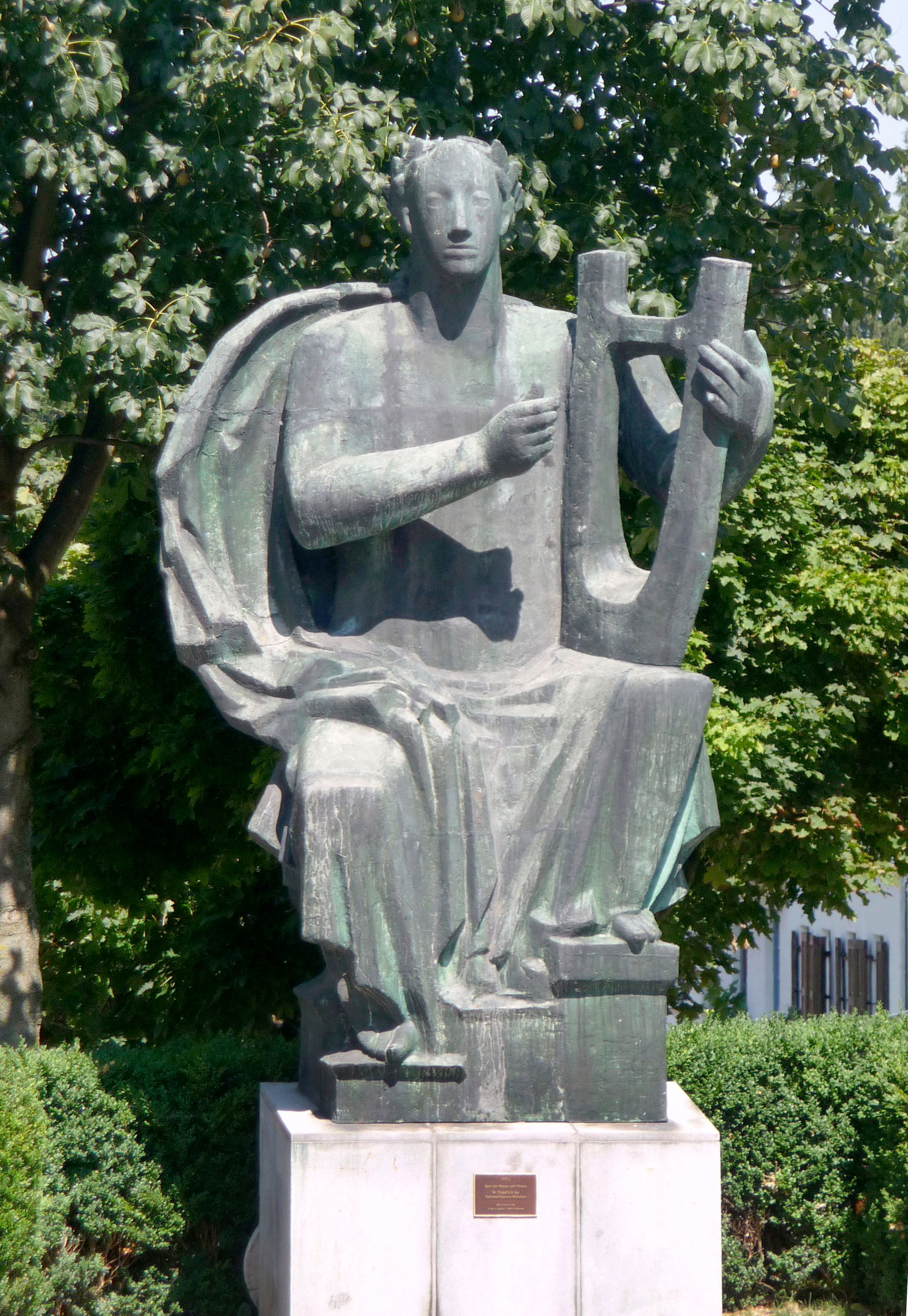
Apollo, Velden
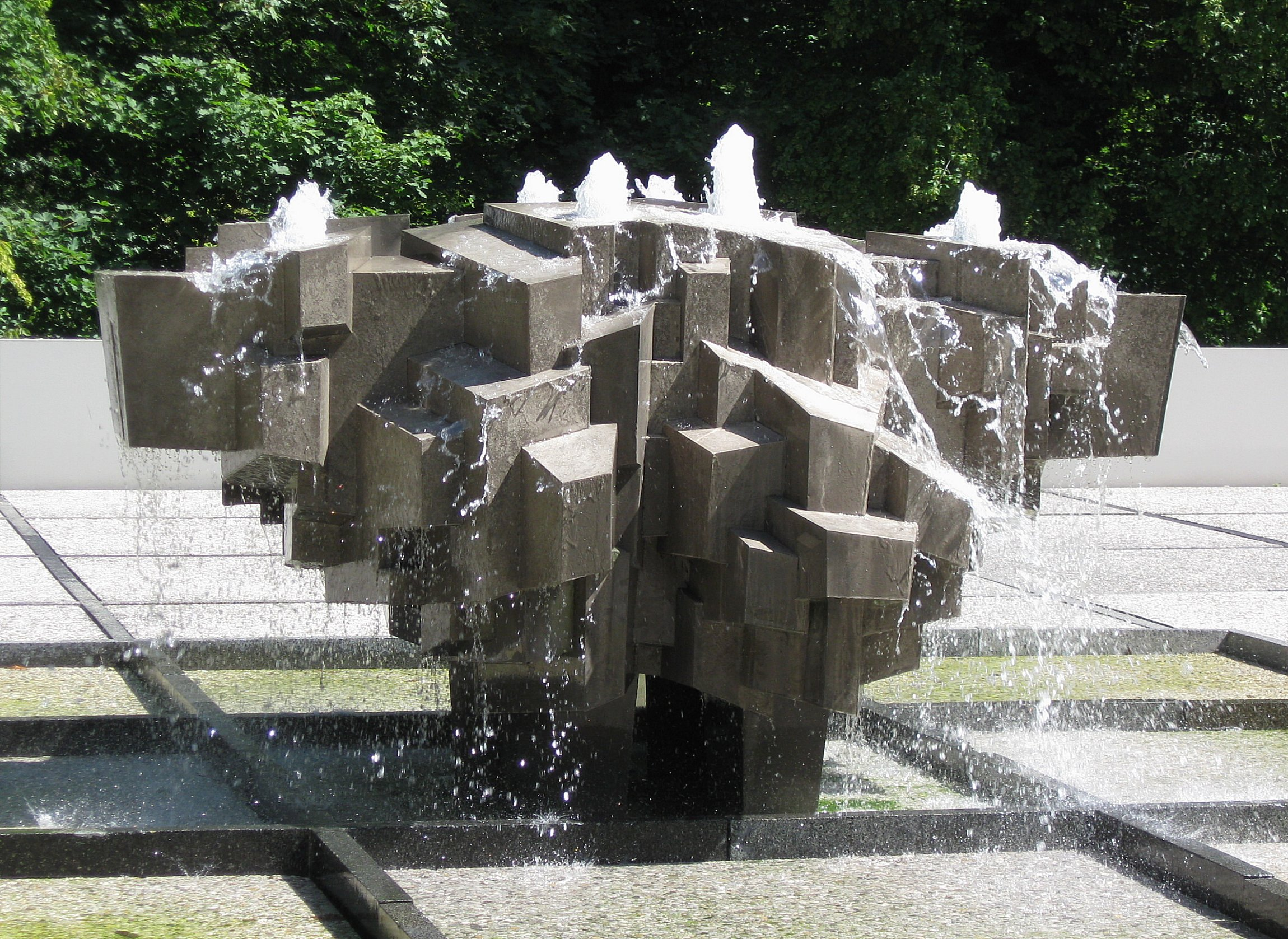
Kristallbrunnen (1965)
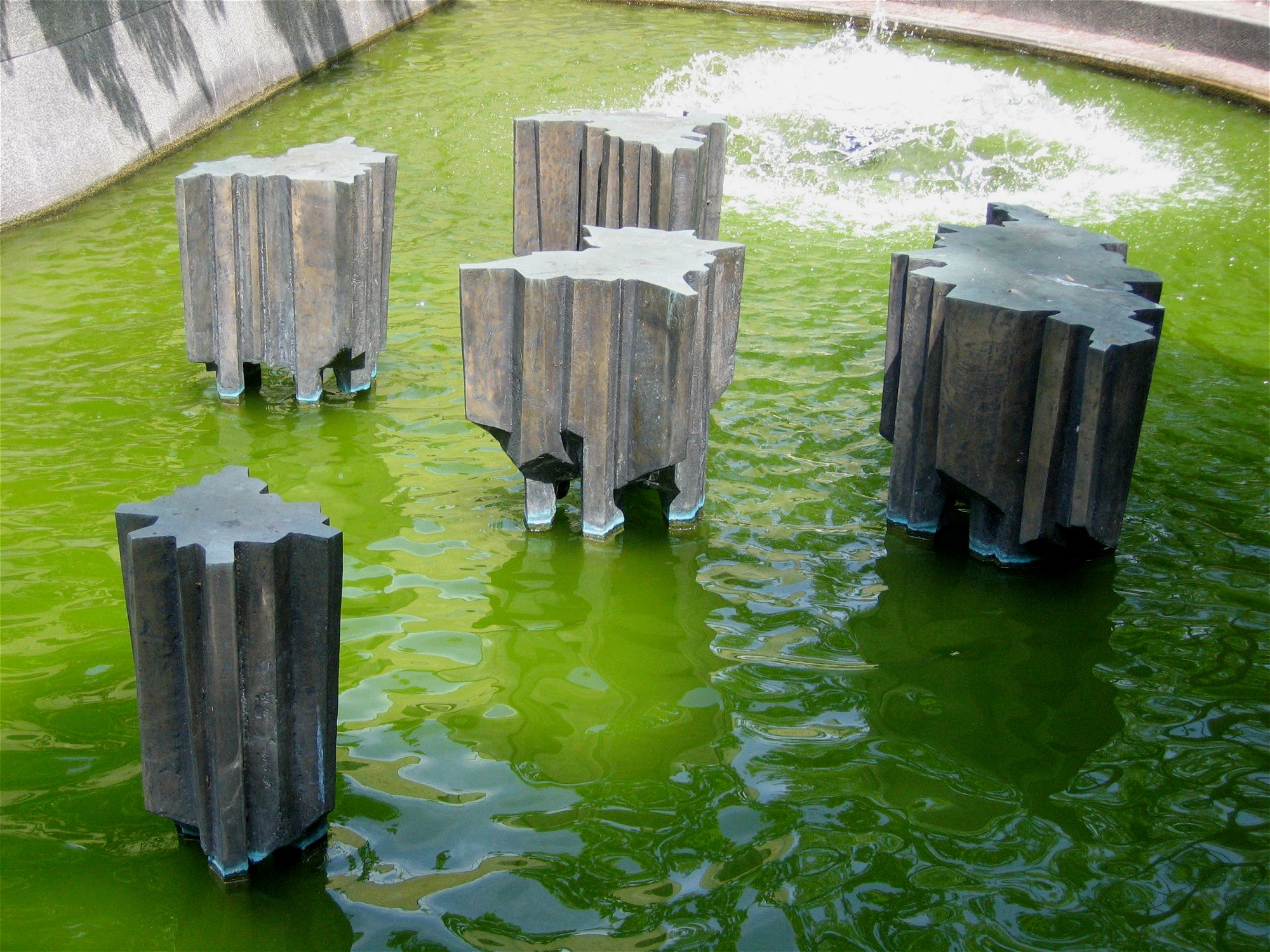
Kontinente-Brunnen (1980)